# Szparag Sprengera
Szparag Sprengera (Asparagus densiflorus (Kunth) Jessop) – gatunek rośliny z rodziny szparagowatch. Pochodzi z południowej Afryki, jednak jest szeroko rozpowszechniony jako roślina ozdobna, w niektórych rejonach o ciepłym klimacie dziczeje (np. w Chinach). 

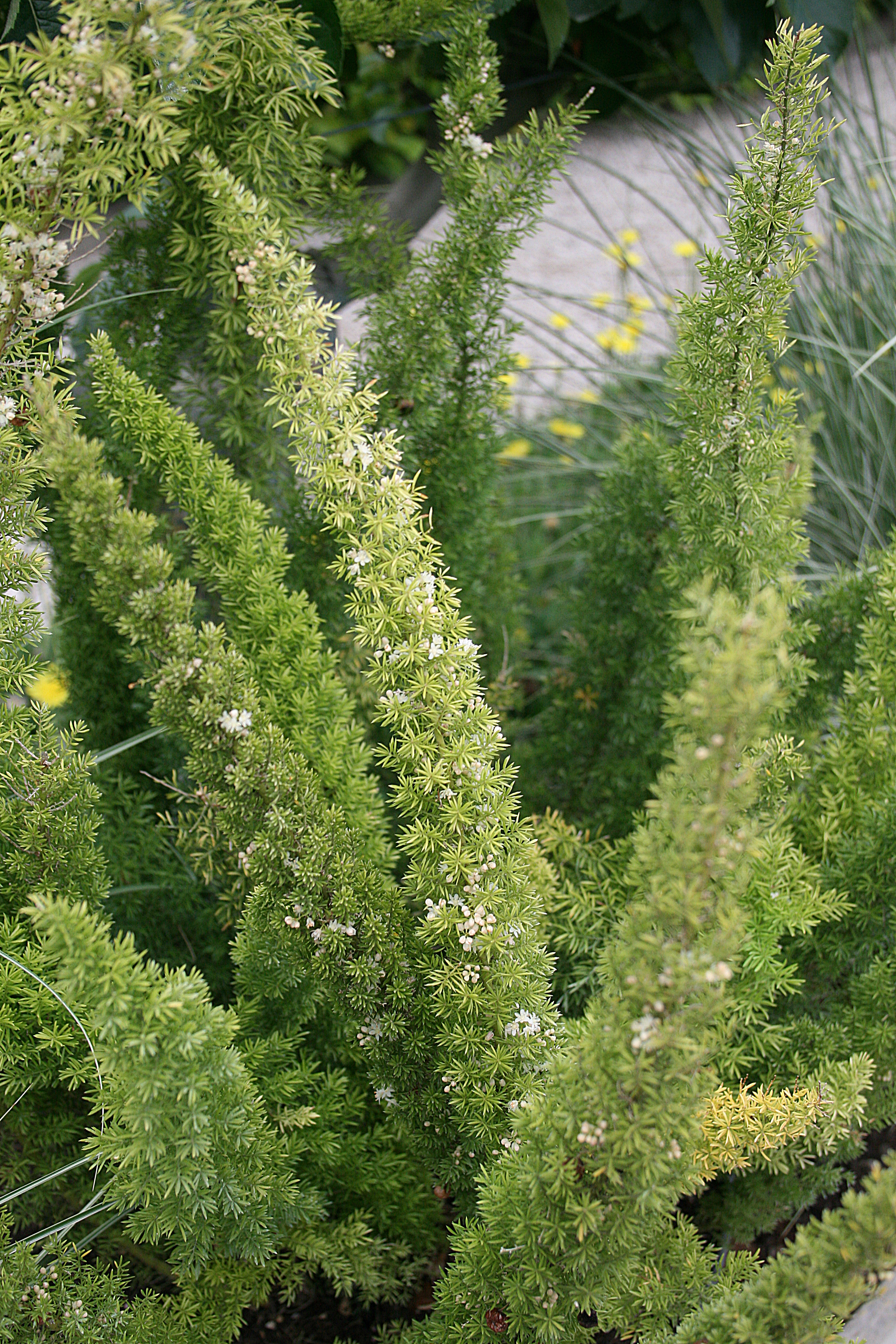
Odmiana 'Meyeri'

## Morfologia
PokrójRoślina wieloletnia o pędach drewniejących w dolnej części stąd zaliczana do półkrzewów. Pędy rozgałęziają się, osiągają do 1 m długości i wspinają się po podporach. Z węzłów wyrastają pęczki 1–5 kladodiów – spłaszczonych pędów o długości 1–3 cm i szerokości 1,5–2,5 mm.
LiścieZredukowane, łuskowate, z ostrogą zmienioną w cierń o długości do 5 mm.
Kwiaty: Rozwijają się cały rok po rozwinięciu wiązek kladodiów. Zebrane są w groniaste kwiatostany o długości do 2,5 cm, wyrastające pojedynczo lub parami. Kwiaty osadzone są na szypułkach o długości ok. 2 mm. Okwiat jest biały, a jego listki podługowato-jajowate o długości do 2 mm. Pręciki są krótsze od okwiatu i zwieńczone są bardzo drobnymi pylnikami.
OwoceCzerwone jagody o średnicy 8–10 mm, zawierające 1 lub 2 nasiona.

## Zastosowanie
Roślina ozdobna – jest przede wszystkim używany do jako tzw. zieleń do bukietów i wiązanek kwiatów ciętych. Często uprawiany w mieszkaniach jako roślina doniczkowa. Rozpowszechnione są dwie odmiany – 'Sprengeri' (rzadziej kwitnie od odmiany typowej) oraz 'Meyeri' (zwarty, gęsty pokrój, pędy wzniesione).

## Uprawa
RozmnażanieZ nasion, przy czym zaleca się używanie nasion z zakładów nasiennych znajdujących się w rejonach cieplejszych, dostarczających nasion większych i dających rozsadę silniej rosnącą. Nasiona wysiewa się jesienią lub na początku zimy, po uprzednim ich namoczeniu. Po wysiewie przykryć je należy ziemią. Młode rośliny wymagają ciepła, wilgoci i częstego zasilania.
WymaganiaGatunek ma duże wymagania nawozowe i wymaga utrzymywania podłoża w stanie wilgotnym, choć znosi okresowe susze dzięki bulwkom na korzeniach. Zimą podlewanie należy ograniczać. W okresie zimowym roślinom zapewnić należy natomiast jak najwięcej światła. Najbardziej odpowiedni zakres temperatur to w okresie zimowym 16–18 °C, latem cieplej. Co roku w okresie wiosenno-letnim zalecane jest przesadzanie roślin.
Choroby i szkodnikiPodczas uprawy w suchym powietrzu rośliny atakowane są przez tarczniki. W celu uniknięcia problemów zaleca się rośliny zraszać co kilka dni, najlepiej rano, tak by rośliny zdążyły wyschnąć do nocy. Czasem rośliny atakowane są także przez mszyce, miseczniki i wciornastki. Szkodniki zwalczać można opryskując odpowiednimi środkami chemicznymi, jednak stosować należy ich minimalne dawki, bowiem szparag ten, podobnie jak inni przedstawiciele rodzaju jest bardzo wrażliwy na opryski takimi środkami.